# After (álbum de Pabllo Vittar)
After é o quarto álbum de remixes do cantor e drag queen brasileiro Pabllo Vittar. Foi lançado no dia 27 de julho de 2023 pela Sony Music Brasil. A coletânea contém uma seleção de remixes de canções 
de seu quinto álbum de estúdio, Noitada (2023). O disco traz a participação de diversos artistas nacionais.

## Antecedentes
No dia 8 de junho de 2023, durante uma entrevista exclusiva à Rádio Disney Brasil, a artista contou detalhes sobre os próximos passos de sua carreira, incluindo o lançamento de um remix de Noitada e a 
confirmação de uma trilogia de álbuns que daria fim ao seu enfoque no mercado brasileiro.
```
“(Noitada) é todo voltado para o mercado brasileiro, onde eu tive a honra de ter vários amigos comigo e produtores incríveis. É a primeira parte de uma trilogia que vai vim agora junto com um álbum de remixes do “Noitada”, que vai ser a segunda parte, e logo mais na frente a gente vai ter o sexto álbum que fecha essa conta, essa trilogia mesmo”
, disse Pabllo.
```

## Single
Penetra (Pedro Sampaio Remix) foi lançada como primeiro e único single do álbum em 12 de julho de 2023,
contando com as participações de Pedro Sampaio e O Kannalha. Com direção de Leocádio Rezende, Jéssi Muller e Tize, o vídeo clipe da música foi gravado em São Paulo e disponibilizado na página oficial do YouTube da artista em 28 de julho.

## Faixas
| After— Versão Padrão | | |                                                |         |  |
| N.º                  | Título | Compositor(es) | Produtor(es)                                   | Duração |  |
| 1.                   | "Ameianoite (Clementaum Remix)" (com Gloria Groove, Clementaum e Siamese)                                    | Arthur Marques Gloria Groove Maffalda Pablo Bispo Rodrigo Gorky Ruxell Tap Zebu Siamese                                                                      | Ruxell Tap Brabo                               | 4:27    |  |
| 2.                   | "Descontrolada (Cyberkills Remix)" (com MC Carol, Cyberkills e Jup do Bairro)                                | Dona Nyna Douglas de Fátima Gondim Jup do Bairro Lukinhas Maffalda MC Carol Multi Number Teddie Bispo Raphael Andrade Gorky Ruxell Tap Thiago Pantaleão Zebu | Ruxell Brabo                                   | 4:07    |  |
| 3.                   | "Calma Amiga (Ramemes & DJ Tonias Extended Mix)" (com Anitta, DJ RaMeMes (O DESTRUIDOR DO FUNK) e DJ Tonias) | Pabllo Vittar Anitta DJ RaMeMes Gorky Maffalda Bispo Zebu | DJ RaMeMes DJ Tonias Brabo                     | 2:59    |  |
| 4.                   | "Balinha de Coração (PZZS Remix)" (com Anitta, PZZS e MC Naninha)                                            | Gorky Maffalda Bispo Andrade Ruxell Tap Zebu | Brabo Ruxell Tap                               | 3:25    |  |
| 5.                   | "Kaosdeado (Milan Dolla Remix)" (com Milan Dolla)                                                            | Vittar Bibi Gorky Maffalda Teddie Zebu | Brabo                                          | 4:38    |  |
| 6.                   | "Derretida (Brunoso Remix)" (com Brunoso e Irmãs de Pau)                                                     | Gorky Maffalda Bispo Ruxell Zebu Isma Irmãs de Pau Vita Irmãs de Pau                                                                                         | Brabo Ruxell                                   | 2:53    |  |
| 7.                   | "Penetra (Pedro Sampaio Remix)" (com O Kannalha e Pedro Sampaio)                                             | Vittar Bibi Gorky Maffalda Teddie O Kannalha Pedro Sampaio UhGroove Zebu                                                                                     | O Kannalha Pedro Sampaio Brabo Coruja UhGroove | 2:30    |  |
| 8.                   | "Apetitosa (S4TAN Remix)" (com MC Tchelinho, S4TAN e Frimes)                                                 | Gorky Maffalda Bispo Andrade Ruxell Tchelinho Zebu Frimes | Brabo Ruxell                                   | 3:42    |  |
| 9.                   | "Culpa do Cupido (EPX & Delcu Remix)" (com EPX e Delcu)                                                      | Gorky Lukinhas Maffalda Bispo Pininga Andrade Ruxell Zebu | Brabo Ruxell                                   | 3:36    |  |
| 10.                  | "After (Filipe Guerra Remix)" (com Filipe Guerra)                                                            | Gorky Maffalda Teddie Zebu | Brabo                                          | 4:28    |  |
| Duração total:       | Duração total:                                                                                               | Duração total: | Duração total:                                 | 36:51   |  |